# Япония на летних Олимпийских играх 1952
На Летних Олимпийских играх 1952 года Япония была представлена 69 спортсменами (58 мужчин, 11 женщин), выступавшими в 13 видах спорта. Они завоевали 1 золотых, 6 серебряных и 2 бронзовых медали, что вывело команду на 17-е место в неофициальном командном зачёте. Это было первым выступлением Японии на Олимпийских играх после Второй мировой войны; за роль, которую сыграла Япония в развязывании войны, она не была приглашена на игры 1948 года.

## Медалисты
| Медаль  | Спортсмен                                                   | Вид спорта | Дисциплина                                 |
| ------- | ----------------------------------------------------------- | ---------- | ------------------------------------------ |
| Золото  | Сёхати Исии                                                 | Борьба     | Мужчины, вольная борьба, до 57 кг          |
| Серебро | Юсю Китано                                                  | Борьба     | Мужчины, вольная борьба, до 52 кг          |
| Серебро | Хироси Судзуки                                              | Плавание   | Мужчины, 100 м вольным стилем              |
| Серебро | Сиро Хасидзумэ                                              | Плавание   | Мужчины, 1500 м вольным стилем             |
| Серебро | Хироси Судзуки Ёсихиро Хамагути Тору Гото Тэйдзиро Таникава | Плавание   | Мужчины, эстафета 4 x 200 м вольным стилем |
| Серебро | Тадао Уэсако                                                | Гимнастика | Мужчины, вольные упражнения                |
| Серебро | Масао Такэмото                                              | Гимнастика | Мужчины, опорный прыжок                    |
| Бронза  | Тадао Уэсако                                                | Гимнастика | Мужчины, опорный прыжок                    |
| Бронза  | Такаси Оно                                                  | Гимнастика | Мужчины, опорный прыжок                    |